# الحرب الإنجليزية الهولندية الأولى
كانت الحرب الإنجليزية الهولندية الأولى (بالهولندية: Eerste Engels-Nederlandse oorlog)، أو باختصار الحرب الهولندية الأولى، (يُطلق عليها في هولندا اسم «حرب (البحر) الإنجليزية الأولى) (1652–1654) نزاعًا نشب كليًا في البحر بين القوات البحرية في الكومنولث الإنجليزي وأقاليم هولندا المتحدة. يعود سبب الحرب بنسبة كبيرة إلى الخلافات حول التجارة، وأكد المؤرخون الإنجليز أيضًا على دور القضايا السياسية في نشوبها. بدأت الحرب بهجمات إنجليزية على السفن التجارية الهولندية، لكنها توسعت إلى معارك ضخمة بين الأساطيل. على الرغم أن البحرية الإنجليزية انتصرت بمعظم هذه المعارك، إلا أنها كانت تسيطر فقط على البحار المحيطة بإنجلترا، وبعد الانتصار الإنجليزي في معركة شخيفينينغن استخدم الهولنديون السفن الحربية الأصغر والقرصنة التفويضية للاستيلاء على العديد من السفن التجارية الإنجليزية، لذلك، وبحلول نوفمبر 1653، كان كرومويل على استعداد لعقد السلام، شريطة استبعاد آل أوراني من منصب الستاتهاودر. حاول كرومويل أيضًا حماية التجارة الإنجليزية ضد المنافسة الهولندية من خلال خلق احتكار للتجارة بين إنجلترا ومستعمراتها. كانت هذه الحرب هي الأولى بين الحروب الإنجليزية الهولندية الأربعة.

## خلفية تاريخية
في القرن السادس عشر، كانت إنجلترا وهولندا حليفتين مقربتين ضد طموحات آل هابسبورغ. تعاونتا معًا في محاربة الأرمادا الإسبانية ودعمت إنجلترا الهولنديين في الجزء الأول من حرب الثمانين عامًا من خلال إرسال الأموال والقوات والحفاظ على ممثل إنجليزي دائم في الحكومة الهولندية لضمان تنسيق الجهود الحربية المشتركة. أدى السلام المنفصل في عام 1604 بين إنجلترا وإسبانيا إلى توتر هذه العلاقة، على الرغم أن المعاهدة الإنجليزية الهولندية لعام 1625، المقرر أن تظل سارية حتى عام 1640، كانت أساس العلاقات الودية الرسمية بين البلدين، وشكلت أيضًا أساس السياسة الهولندية بالنسبة لتشارلز الأول. كان ضعف القوة الإسبانية في نهاية حرب الثلاثين عامًا في عام 1648 يعني أيضًا أن العديد من الممتلكات الاستعمارية للإمبراطورية البرتغالية وبعض ممتلكات الإمبراطورية الإسبانية أيضًا ومواردهما المعدنية كانت مفتوحة فعليًا للغزو من قِبل قوة أكبر. سبب اندفاع الإمبراطورية الذي تلا ذلك دخول الحلفاء السابقين في صراع، وسرعان ما استبدل الهولنديون، الذين عقدوا سلامًا مع إسبانيا، الإنجليز بصفتهم تجارًا مهيمنين بشبه الجزيرة الإيبيرية، مما زاد الاستياء الإنجليزي حول التجارة الهولندية التي نمت بشكل مطرد منذ عام 1590. على الرغم من رغبة الهولنديين تجديد معاهدة عام 1625، إلا أن محاولتهم للقيام بذلك في عام 1639 لم يُرد عليها، وبالتالي أُهملت المعاهدة.
بحلول منتصف القرن السابع عشر، كان الهولنديون قد بنوا أكبر أسطول تجاري في أوروبا حتى ذلك الحين، مع عدد سفن أكبر من الموجودة في جميع الدول الأخرى مجتمعةً، وقد منحهم اقتصادهم، الذي يعتمد بشكل كبير على التجارة البحرية، موقعًا مهيمنًا في التجارة الأوروبية، خاصةً في بحر الشمال ومنطقة البلطيق. علاوةً على ذلك، احتلوا معظم أراضي البرتغال والمراكز التجارية في جزر الهند الشرقية ومعظم البرازيل، مما منحهم السيطرة على تجارة البهارات المربحة للغاية. حتى أنهم كانوا يكتسبون نفوذًا كبيرًا في تجارة إنجلترا مع مستعمراتها في أمريكا الشمالية التي كانت صغيرة في ذلك الحين.

### الأساطيل المتنافسة
كان للأسطول الهولندي في حرب الثمانين عامًا ثلاث مهام، هي: كونه قوة قتالية ضد الأساطيل الإسبانية الكبيرة، وقافلة للسفن التجارية الهولندية، وحماية أسطول الصيد الهولندي والمقاومة النشطة للقرصنة التفويضية، خاصةً تلك التي في دونكيرك. في تلك الحرب، كانت المهمتان الأخيرتان أكثر أهمية من أعمال الأسطول الرئيسية، وتطلبتا سفنًا حربية أكثر ولكن أصغر من سفن القوة القتالية على الرغم أنه بالإمكان استخدام هذه السفن الأصغر أيضًا في معارك المناوشة، حيث قد تقرر السفن نتيجة المعركة بدلًا من نيران المدافع. بعد انتصارهم على الأسطول الإسباني في معركة الأسافل في 21 أكتوبر 1639، وبعد أن عُقد السلام مع إسبانيا في عام 1648، قلّت الحاجة إلى السفن الحربية الكبيرة، على الرغم أن السفن الأصغر لا تزال مطلوبة لخدمة القوافل، خصوصًا تلك المتجهة إلى البحر الأبيض المتوسط وجزر الهند الشرقية وفي وقت لاحق إلى منطقة البحر الكاريبي. تركت الأميراليات الهولندية المنهكة ماليًا أساطيلها، وخاصةً سفنها الحربية الكبيرة، لتتدهور.
في الفترة التي أدت إلى الحرب الإنجليزية الهولندية الأولى، كان لدى الجمهورية الهولندية أربعة مصادر للسفن الحربية. كان المصدر الأول هو سفن خمس أميراليات مستقلة («كليات»)، ثلاث منها في إقليم هولندا، والتي كانت مدعومة بالضرائب المحلية المفروضة على التجارة والمساهمات من الأقاليم الداخلية. كانت كل أميرالية مسؤولة عن تصميم وبناء وتسليح وتزويد السفن الخاصة بها بالجند وتعيين ضباط الأعلام لأسطولها. وكان المصدر الثاني هو ما يُطلق عليه اسم «سفن المدير»، وهو مرافقة للقوافل التي كان يقدمها العمدة والتجار في ست مدن بُما في ذلك أمستردام وهورن لحماية تجارة البلطيق. كانت المدن مسؤولة عن توفير السفن التجارية المعدلة والمسلحة، وتعيين قباطنة وتوفير أطقم لها. وكانت المجموعة الثالثة عبارة عن سفن هجينة من شركة الهند الشرقية الهولندية، والتي يمكن أن تعمل بصفتها سفن حربية أو ناقلات شحن، أما الأخيرة فكانت سفن تجارية مستأجرة، ولم يكن لدى أصحابها اهتمام بالمخاطرة بممتلكاتهم. على الرغم أن قادة شركة الهند الشرقية كانوا مؤهلين بشكل عام، إلا أنهم، حالهم حال القادة المختلفين لسفن المدير والسفن التجارية المستأجرة، لم يكونوا متعودين على النظام البحري.

## التوترات السياسية بين الكومنولث والجمهورية

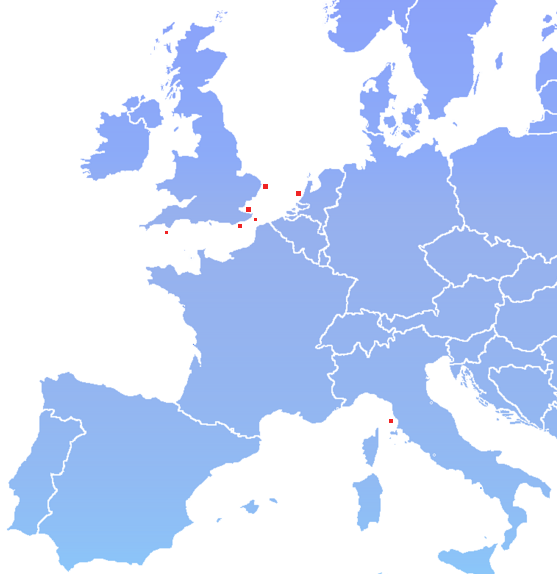
مواقع معارك الحرب الإنجليزية الهولندية الأولى

اشتدت التوترات التجارية بين إنجلترا وهولندا حين أقر البرلمان الإنجليزي قانون الملاحة في عام 1651. حدّ هذا القانون التجارة الهولندية مع أي من المستعمرات الإنجليزية في أمريكا ما لم يجري الشحن في «الأسس الإنجليزية» أي السفن الإنجليزية. في الواقع، كان من المطلوب على أي حمولة قادمة إلى الموانئ الإنجليزية أو موانئ المستعمرات الإنجليزية من أي مكان في العالم أن تكون في سفن إنجليزية. علاوةً على ذلك، حظر قانون الملاحة جميع أنواع التجارة مع تلك المستعمرات الإنجليزية التي بقيت على اتصال ومتعاطفة مع قضية تشارلز الأول الملكية. اعتبر الهولنديون قبول شروط قانون الملاحة بمثابة موافقة على إخضاع التجارة الهولندية لنظام التجارة الإنجليزي. أهان هذا الأمر فخر هولندا وألحق الضرر باقتصادها، ولكن السبب المباشر للحرب كان تصرفات البحرية الإنجليزية والقرصنة التفويضية ضد حمولات الشحن الهولندية. في عام 1651، احُتجر 140 تاجرًا هولنديًا في عرض البحر. خلال شهر يناير 1652 وحده، استُولي على 30 سفينة هولندية أخرى في البحر ونُقلت إلى الموانئ الإنجليزية. لم تكن احتجاجات برلمان هولندا التابع للأقاليم المتحدة على إنجلترا ذات نفع: إذ لم يُظهر البرلمان الإنجليزي أي رغبة بالحد من أعمال المصادرة هذه لقوافل الشحن البحري الهولندي.
خلال الحرب الأهلية الإنجليزية، قدم الستاتهاودر الهولندي، فريدريك هنري، دعمًا ماليًا كبيرًا لتشارلز الأول ملك إنجلترا، الذي كانت تصله به روابط عائلية وثيقة، على الرغم أن البرلمان الهولندي كان محايدًا بشكل عام ورفض المشاركة مع ممثلي الملك أو البرلمان وحاول التوسط بين الجانبين، وهو موقف أساء إلى الملكيين الإنجليز وبرلمانهم. ومع ذلك، كان نفوذ فريدريك هنري يتضاءل مع نمو المشاعر الجمهورية القوية بين الطبقة الحاكمة، ولم يستطع إشراك هولندا في الدعم المباشر لتشارلز الأول، خاصةً أن بلاده كانت لا تزال في حالة حرب مع إسبانيا.

## الوفد الإنجليزي إلى لاهاي
في وقت مبكر من عام 1643، حث أوليفر سانت جون زملائه المتظاهرين في هولندا على توقيع العصبة والعهد الرسميين اللذين وقعهما الأسكتلنديون مسبقًا، ولكن طلبه هذا رُفض. بعد إعدام تشارلز الأول في عام 1649، أرسل البرلمان مبعوثًا إلى لاهاي لمناقشة صنع تحالف مع الأقاليم المتحدة، لكنه قُتل بعد فترة وجيزة من وصوله انتقاما من وفاة الملك، وتُرك الاقتراح معلقًا بعد ذلك انتظارًا لأوقات مناسبة أكثر. أدت الوفاة المفاجئة لفيليم الثاني في 6 نوفمبر 1650، وهو ستاتهاودر الأقاليم المتحدة، والذي انخفضت شعبيته منذ انتخابه في عام 1647 في مواجهة السخط المتزايد من حزب الولايات في الأقاليم المتحدة، إلى إحداث تغيير في بعض المسائل. كان حزب الولايات هو الفصيل السياسي الذي عُرّف أنه مؤيد بشكل وثيق لفكرة الحكم من قِبل البرلمان الهولندي فقط، وكان قويًا بشكل خاص في إقليم هولندا التجاري الكبير. في سبيل الحصول على الدعم ضد ويليام الثاني، طلب حزب الولايات مساعدة أوليفر كرومويل. بعد وفاة ويليام الثاني، كانت حزب الولايات في وضع أقوى بكثير سياسيًا، ولم يعد يعطي أهمية أو يحتاج إلى دعم كرومويل ضد الستاتهاودر.